# یاسمین انصاری
یاسمین انصاری (زاده ۷ آوریل ۱۹۹۲) سیاستمدار، کنشگر سیاست اقلیمی و از نمایندگان ایالت آریزونا در کنگره ایالات متحده آمریکا است. او از سال ۲۰۲۱ تا ۲۰۲۴ عضو شورای شهر فینیکس بوده است. در زمان انتخاب، او جوان‌ترین فردی بود که به عضویت این شورا انتخاب شد. وی نخستین ایرانی-آمریکایی بود که به یک مقام دولتی در آریزونا رسید. انصاری از حزب دموکرات و از حوزه انتخابیه سوم آریزونا در نوامبر ۲۰۲۴ به کنگره آمریکا راه پیدا کرد. انصاری نخستین دموکرات ایرانی-آمریکایی است که به کنگره آمریکا راه پیدا کرده‌است.

## فعالیت‌ها
یاسمین انصاری در ۷ آوریل ۱۹۹۲ در آریزونا از پدر و مادری زاده شد که از ایران به آمریکا مهاجرت کردند. او در دبیرستان برای حزب دموکرات در آریزونا کارزاری را برای حمایت از باراک اوباما در انتخابات ریاست جمهوری ۲۰۰۸ سازماندهی کرد. او با مادرش برای آموزش پناهندگان سومالیایی کار می‌کرد. انصاری دانش‌آموخته کارشناسی روابط بین‌الملل از دانشگاه استنفورد است. او در دوران دانشجویی برای نانسی پلوسی کارآموزی کرد.
یاسمین انصاری پس از فارغ‌التحصیلی، برای برنامه بورسیه تحصیلی جان گاردنر انتخاب شد و در دفتر دبیرکل سازمان ملل متحد، بان کی مون شروع به کار کرد. او که به‌عنوان مشاور ارشد سیاست‌گذاری با بان کار می‌کرد، یک سال روی توافق پاریس کار کرد و بعداً در همان سمت با جانشین بان، آنتونیو گوترش کار کرد.
یاسمین انصاری در سال ۲۰۱۶ برای دریافت مدرک کارشناسی ارشد در روابط بین‌الملل و سیاست وارد کالج سنت جان، کمبریج و از آنجا دانش‌آموخته شد. او در ترویج اقدامات اقلیمی، کمک به برنامه‌ریزی اجلاس جهانی اقدام اقلیمی ۲۰۱۶ در مراکش، کنفرانس تغییرات اقلیمی سازمان ملل متحد و نخستین اجلاس آب‌وهوای جوانان سازمان ملل متحد ادامه داد.

## زندگی شخصی
انصاری کارمند پیشین سیاست سازمان ملل متحد است. بر پایه افشای مالی، پدر انصاری بین ۲۵۰ تا ۵۰۰ هزار دلار برای هزینه یک آپارتمان به او وام داده است. اظهارنامه مالی انصاری در اکتبر ۲۰۲۳ نشان داد که او دارای دو ملک در مرکز شهر فینیکس است و با اجاره یکی از آنها بین ۱۵,۰۰۰ تا ۵۰,۰۰۰ دلار در سال ۲۰۲۳ بدست آورده است. انصاری همچنین در این اظهارنامه ارزش دارایی‌های اش را بین ۲٫۵ تا ۸٫۳ میلیون دلار تخمین زده است.

## حرفه سیاسی

### نامزدی برای مجلس نمایندگان
در آغاز فوریه ۲۰۲۳ روزنامه‌نگاران گزارش دادند که انصاری، رقیب احتمالی برای حوزه انتخابیه سوم آریزونا در کنگره است. او در ۴ آوریل همان سال نامزدی خود را اعلام کرد. یاسمین انصاری به عنوان یک دموکرات رقابت کرده و کمک‌های اولیه را در این رقابت گردآوری کرد. در سپتامبر ۲۰۲۳ آکسیوس گزارش داد که انصاری و راکل ترن احتمالاً نامزدهای اصلی این رقابت خواهند بود. انصاری در سه‌ماهه نخست سال ۲۰۲۴ بیش از ۳۲۵,۰۰۰ دلار جمع‌آوری کرد و مجموع پول جمع‌آوری کرده خود را به بیش از ۱٫۳۵ میلیون دلار رساند. او در نوامبر ۲۰۲۴ از حزب دموکرات موفق به پیروزی بر جف زینک جمهوری‌خواه شد و به کنگره ایالات متحده آمریکا راه پیدا کرد.

### مواضع سیاسی
انصاری از اقدامات اقلیمی، توسعه پایدار، اتحادیه‌ها، حقوق دگرباشان، و گسترش گزینه‌های مسکن موقت و مقرون به صرفه برای کمک به رفع بی خانمانی در فینیکس حمایت کرده است.
انصاری از ادامه کمک نظامی به اسرائیل «بدون شروط بیشتر» و گسترش پیمان ابراهیم حمایت کرده و متعهد شده با نفوذ ایران در منطقه خاورمیانه از جمله آنچه حمایت مالی از گروه‌های تروریستی نظیر حماس و حزب‌الله خوانده مقابله کند. انصاری توسط بازوی سیاسی گروه حامی اسراییل اکثریت دموکراتیک برای اسرائیل مورد حمایت قرار گرفته است.

### نام خلیج فارس
در مه ۲۰۲۵ انصاری به دنبال تلاش‌های ترامپ برای تغییر نام خلیج فارس در صحن مجلس نمایندگان تاکید کرد: «به شما می‌گویم که جامعه ایرانی/فارسی‌زبان‌ در آمریکا و جهان از تلاش ترامپ برای تغییر نام تاریخی خلیج فارس خشمگین است.» وی ادامه داد: «امروز با افتخار قانون خلیج فارس (Persian Gulf Act) را معرفی می‌کنم — قانونی که استفاده از بودجه فدرال برای به‌کار بردن نام‌های جعلی به‌جای خلیج فارس را ممنوع خواهد کرد و همچنین از این پس هیچ سند دولتی اجازه نداشته باشد این منطقه را با نامی غیر از خلیج فارس خطاب کند.»

## جوایز و افتخارات
یاسمین انصاری در سال ۲۰۱۹ برای فهرست ۵۰ مجله گریست، فهرست سالانه افرادی که کنش زیست‌محیطی انجام می‌دهند، انتخاب شد. در سال ۲۰۲۰ انصاری برای فهرست ۳۰ نفر زیر ۳۰ سال فوربز: سیاست و قانون انتخاب شد.